# Communauté de communes Pays Créçois
Die Communauté de communes Pays Créçois ist ein ehemaliger französischer Gemeindeverband mit der Rechtsform einer Communauté de communes im Département Seine-et-Marne in der Region Île-de-France. Sie wurde am 7. Februar 1992 gegründet und umfasste zuletzt 19 Gemeinden. Der Verwaltungssitz befand sich in der Gemeinde Crécy-la-Chapelle.

## Historische Entwicklung
Mit Wirkung zum 1. Januar 2020
- schlossen sich die Gemeinden Boutigny, Quincy-Voisins, Saint-Fiacre und Villemareuil dem Gemeindeverband Communauté d’agglomération du Pays de Meaux an,
- schlossen sich die Gemeinden Esbly, Montry und Saint-Germain-sur-Morin dem Gemeindeverband Val d’Europe Agglomération an,
- fusionierten die restlichen zwölf Gemeinden mit der Communauté d’agglomération Coulommiers Pays de Brie.[1][2]

## Ehemalige Mitgliedsgemeinden
1. Bouleurs
2. Boutigny
3. Condé-Sainte-Libiaire
4. Couilly-Pont-aux-Dames
5. Coulommes
6. Coutevroult
7. Crécy-la-Chapelle
8. Esbly
9. La Haute-Maison
10. Montry
11. Quincy-Voisins
12. Saint-Fiacre
13. Saint-Germain-sur-Morin
14. Sancy
15. Tigeaux
16. Vaucourtois
17. Villemareuil
18. Villiers-sur-Morin
19. Voulangis